# Käina (ancienne commune)
Käina (en estonien : Käina vald) est une ancienne commune rurale située dans le comté de Hiiu en Estonie. 

## Géographie

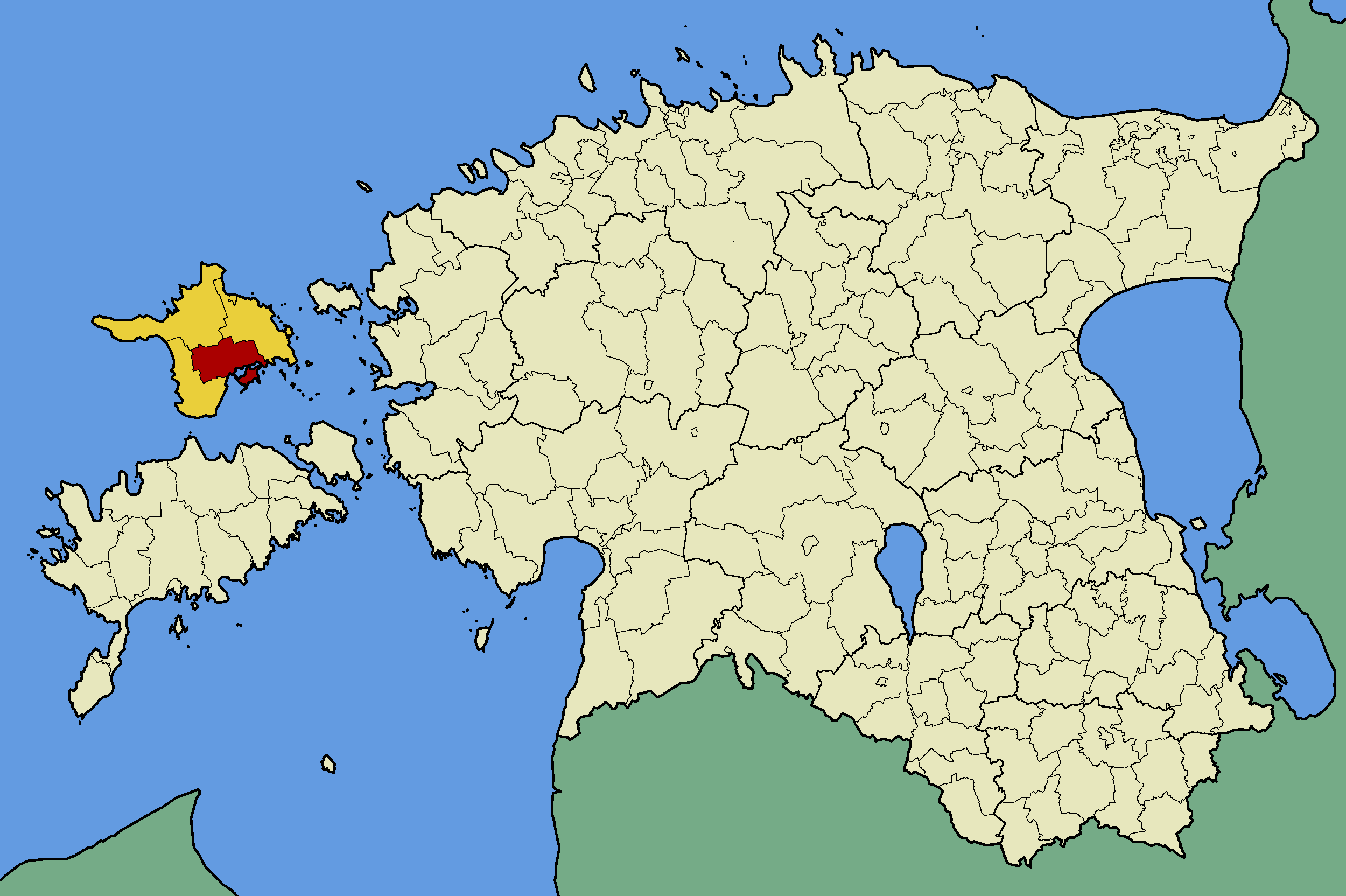
La commune de Käina (rouge) dans le comté de Hiiu (jaune).

La commune s'étendait sur 186 km2 au sud-est de l'île de Hiiumaa et comprenait le petit bourg de Käina et 34 villages : Aadma, Allika, Esiküla, Jõeküla, Kaasiku, Kaigutsi, Kassari, Kleemu, Kogri, Kolga, Kuriste, Laheküla, Lelu, Ligema, Luguse, Moka, Mäeküla, Mäeltse, Männamaa, Nasva, Niidiküla, Nõmme, Nõmmerga, Orjaku, Putkaste, Pärnselja, Ristivälja, Selja, Taguküla, Taterma, Utu, Vaemla, Villemi, Ühtri.
Kaleste

## Histoire
En octobre 2017, elle est fusionnée avec les autres communes du comté de Hiiu pour former la nouvelle commune de Hiiumaa.

## Démographie
La population s'élevait à 1 970 habitants en 2011.